# 梨泰院
座標: 北緯37度32分24.1秒 東経126度59分31.5秒 / 北緯37.540028度 東経126.992083度
梨泰院（イテウォン、朝: 이태원(韓国) 北朝鮮・中国朝鮮語: 리태원(リテウォン)）は、韓国のソウル特別市龍山区にある地区。李氏朝鮮時代の駅院（公営宿泊施設）のひとつで、ソウル地下鉄6号線の梨泰院駅がある。

## 概要
住所の上では梨泰院1洞、梨泰院2洞である。ただし、一般に、この地域のランドマークであるハミルトンホテル周辺地域を指す。アメリカ軍人、外国人観光客が多く訪れ、1997年観光特区に指定された。韓国最初のモスクであるソウル中央モスクも、梨泰院に位置する。
「梨泰院」の語源は諸説あり、その表記も利泰院、梨泰院などすこしずつ異なるが、ポピュラーな俗説として「この地が侵略軍の駐屯地または戦争中の混血児などが集まって過ごした土地であるから異胎院と名づけられた」という説がある。だが、『朝鮮王朝実録』の『世宗実録』には既に利泰院・利太院の表記が確認できる。

## 統計
- 梨泰院1洞
  - 面積: 0.61km2
  - 人口: 8,493人 (2009)
  - 世帯数: 4,332世帯
- 梨泰院2洞
  - 面積: 0.82km2
  - 人口: 11,265人 (2009)
  - 世帯数: 5,203世帯

## 基地の街
近くにあった日本軍の龍山基地は1945年以後米軍基地となり、梨泰院はアメリカ軍人相手のみやげ物売買や飲食店、売春婦、混血児の町として繁栄した。
現在、韓国には3万人の米軍が、北朝鮮との非武装地帯のために駐屯している。梨泰院はアメリカ人にとっては飛地のため、しばしば「アメリカン・ゲットー」と呼ばれる。

## ポピュラーカルチャー
韓国のシンガーソングライターJ.Y. Park（パク・ジニョン）とユ・セユンのヒップホップデュオ「UV」が、2011年4月に「梨泰院フリーダム」という曲をリリースしし、2013年にガールズグループCRAYON POPがカバーしている。どちらのミュージックビデオも梨泰院でロケを行っている。
2020年のテレビドラマ「梨泰院クラス」は、梨泰院を舞台にしている。

## 群衆事故
2022年10月29日、ハロウィーンを前に集まった若者らにより群集事故が発生。転倒などで死者158人、負傷者も100人以上を数える惨事となった。

## アクセス
- 梨泰院駅、緑莎坪駅、漢江鎮駅（ソウル地下鉄6号線）